# Карина Крус
Карина Крус Аренас (на испански: Carina Cruz Arenas) е колумбийска актриса.

## Биография
Родена е и израства в град Кали, Колумбия на 18 април, 1983 г. Там учи моден дизайн и заедно със своя приятелка създават ежедневни дрехи, които продават в Мексико и Еквадор.

## Актьорска кариера
Карина Крус участва в риалити шоуто „Protagonistas de novela“ през 2004 г. в Колумбия. След шоуто остава в Богота за няколко месеца и тъй като не получава предложения за теленовели се връща в при семейството си. След две години се връща в Богота и там благодарение на своя близка приятелка и вече известна актриса, тя успява да получи роля в сериала „Баща и синове“ и малка роля в теленовелата „От обич“. Заминава за Мексико, където участва в реклами и кампании и работи в модна агенция. Снима се в сериала „Съдбовни решения“ и в теленовелата „Такъв е животът“. Участва в продукцията на компания „Каракол“ - „Чаровникът“. През 2009 г. получава роля в теленовелата на „Телемундо“ - „Тримата Викторино“. Следващата ѝ роля е в теленовелата „Салвадор – спасител на женски сърца“ през 2010 г. Същата година участва в теленовелата „Семейни тайни“. Първата ѝ главна роля е в теленовелата „Първата дама“, където си партнира с Кристиан Мейер. Участва още в теленовелата „Наследниците дел Монте“ през 2011 г., където си партнира с актьори като Марлене Фавела, Фабиан Риос, Марио Симаро и др.

## Филмография
- Наследниците дел Монте (Los heredos del Monte) (2011) – Консуело Миян
- Първата дама (Primera dama) (2011/12) – Палома
- Семейни тайни (Secretos de familia) (2010)
- Салвадор - спасител на женски сърца (Salvador de mujeres) (2010) – Лула Валдес
- Чаровникът (El Encantador) (2009/10)
- Тримата Викторино (Los Victorinos) (2009)
- От обич (Por amor) (2006)
- Съдбовни решения (Decisiones) (2005/08)
- Такъв е животът (Asi es la vida) (2005)
- Баща и синове (Padres e hijos) (2005)